# The Babadook
The Babadook is een Australische psychologische thriller-horrorfilm uit 2014, geschreven en geregisseerd door Jennifer Kent. Zij maakte hiermee in beide disciplines haar filmdebuut. The Babadook won meer dan vijftig filmprijzen in onder meer Australië, Zuid-Korea, Groot-Brittannië, Denemarken, Frankrijk, Spanje, Canada en de Verenigde Staten.

## Verhaal
Amelia zorgt als alleenstaande moeder voor haar zevenjarige zoontje Samuel. Zijn vader Oskar kwam om tijdens een auto-ongeluk toen hij Amelia naar het ziekenhuis reed om te bevallen. Samuel is een druk, angstig en moeilijk handelbaar kind, geobsedeerd door een monster dat volgens hem in hun huis leeft. Met zijn verhalen hierover en zijn zelf geknutselde wapens om zichzelf en zijn moeder te verdedigen, maakt hij zich onmogelijk bij leeftijdsgenootjes. Samuel eist zodoende vrijwel ieder vrij uur de aandacht van zijn moeder op. Die houdt hierdoor amper een moment voor zichzelf over. Ook als Amelia 's nachts probeert te slapen of masturberen, stormt Samuel vaker wel dan niet binnen. Het totale gebrek aan (nacht)rust, trekt zichtbaar zijn tol op haar.
Amelia leest Samuel regelmatig voor. Wanneer hij aankomt met het pop-upboek Mister Babadook, kijkt ze verbaasd op. Ze heeft hier nog nooit van gehoord, laat staan dat ze wist dat ze het in huis had. Gaandeweg het voorlezen, blijkt het verhaal naargeestig en luguber. Het titelpersonage is een monster dat kinderen aanvalt als ze 's nachts alleen in bed liggen. Volgens het verhaal komt iemand die eenmaal van de Babadook weet bovendien nooit meer van het wezen af. Amelia probeert het verhaal een leukere wending te geven voor Samuel het einde ziet, maar is te laat. Hij wordt panisch van angst. Vanaf dat moment is hij ervan overtuigd dat de Babadook in hun kelder woont. Amelia scheurt het boek aan stukken en gooit het in de vuilnisbak.
Na onenigheid met het schoolbestuur over de aanpak van haar zoon, haalt Amelia Samuel van school. Zijn tante Claire heeft ook genoeg van hem wanneer hij zijn nichtje Ruby uit een boomhut duwt en het meisje tijdens haar val haar neus breekt. Hierdoor is Samuel nog vaker bij zijn moeder. Amelia probeert oververmoeid bij te slapen door zich ziek te melden bij het verzorgingshuis waar ze werkt, maar dat ontslaat haar vervolgens. Als gevolg hiervan is ze vanaf dat moment echt bijna 24 uur per dag samen met Samuel en zijn obsessies.
Amelia hoort 's nachts geluiden in huis. Wanneer ze de volgende dag de deurbel hoort, doet ze open, maar staat er niemand. Wel ligt The Babadook op haar deurmat. Het boek is weer in elkaar gelijmd en bovendien is het verhaal veranderd. Ze komt hier nu zelf in voor, terwijl ze de nek van hun hondje breekt, Samuel wurgt en dan zichzelf de keel doorsnijdt. Deze keer verbrandt Amelia het boek. Wanneer de telefoon gaat, schreeuwt een krassende stem aan de andere kant Ba ba ba, dook dook dook, zoals het wezen in het gelijknamige boek. Amelia begint te vermoeden dat ze wordt gestalkt. De politie zegt alleen niets voor haar te kunnen doen omdat ze het boek heeft verbrand. Hierdoor hebben de agenten geen enkele fysieke aanwijzing dat er überhaupt iets aan de hand is, anders dan in het hoofd van de labiel ogende Amelia.
Amelia blijft vreemde dingen zien in huis. Nadat ze een duw voelt, valt ze op de grond en slaat haar persoonlijkheid om. Haar geduld met Samuel raakt compleet op. Ze snauwt tegen hem en wordt steeds agressiever. Wanneer hun hondje blijft blaffen, breekt ze het dier de nek. Ze lokt Samuel naar zich toe en legt haar handen langzaam om zijn nek. Hij steekt zijn moeder daarop met een keukenmes en vlucht naar de kelder. Amelia achtervolgt hem, maar loopt hier in verschillende boobytraps van Samuel en verliest het bewustzijn. Wanneer ze bijkomt, ligt ze vastgebonden op de vloer. Ze begint te worstelen en te schreeuwen als een bezetene en wringt haar handen los. Ze krijgt Samuel opnieuw te pakken en begint hem weer te wurgen. Wanneer hij bijna geen lucht meer heeft, wrijft hij met zijn hand over haar wang. Dit roept bij Amelia herinneringen op aan haar man. Ze laat Samuel los en braakt een zwarte vloeistof uit. Daarop keert haar geduldige, zorgzame persoonlijkheid terug.
Een onzichtbare kracht sleurt Samuel naar zijn kamer, waar de kracht hem herhaaldelijk tegen de muur slaat. Amelia rent haar zoon achterna. In de schaduw van Samuels slaapkamer maakt de Babadook zich stukje bij beetje zichtbaar. Amelia wordt woest en schreeuwt het wezen herhaaldelijk toe dat ze geen enkele angst voor hem heeft. De Babadook bindt uiteindelijk in en vlucht naar de kelder, waar het zich in een donker gedeelte terugtrekt.

### Epiloog
Amelia en Samuel zoeken wormen in de tuin, waarna ze die verzamelen in een bakje. Amelia haalt vervolgens de sloten van de kelderdeur en gaat naar beneden. Daar zet ze het bakje wormen op de vloer. Nadat ze weggaat, trekt een onzichtbare kracht het bakje de schaduwen in.

## Rolverdeling
- Essie Davis - Amelia
- Noah Wiseman - Samuel
- Daniel Henshall - Robbie
- Tim Purcell - The Babadook
- Cathy Adamek - Prue
- Hayley McElhinney - Claire
- Benjamin Winspear - Oskar
- Craig Behenna - Warren

## Prijzen & nominaties (incompleet)
| jaar | prijs                                                            | categorie                                                              | naam/namen | uitslag     |
| ---- | ---------------------------------------------------------------- | ---------------------------------------------------------------------- | --- | ----------- |
| 2014 | Austin Fantastic Fest                                            | Best Screenplay (beste scenario)                                       | Jennifer Kent | Gewonnen    |
| 2014 | Austin Fantastic Fest                                            | Best Picture (beste film)                                              | Jennifer Kent | Gewonnen    |
| 2014 | Austin Fantastic Fest                                            | Best Actor (beste acteur)                                              | Noah Wiseman | Gewonnen    |
| 2014 | Austin Fantastic Fest                                            | Best Actress (beste actrice)                                           | Essie Davis | Gewonnen    |
| 2014 | FrightFest 2014                                                  | Best Actress (beste actrice)                                           | Essie Davis | Gewonnen    |
| 2014 | FrightFest 2014                                                  | Best Director (beste regisseur)                                        | Jennifer Kent | Genomineerd |
| 2014 | CPH Pix                                                          | Best Director (beste regisseur)                                        | Jennifer Kent | Genomineerd |
| 2014 | CPH Pix                                                          | Best Director (2) (beste regisseur)                                    | Essie Davis | Genomineerd |
| 2014 | Chicago International Film Festival                              | Best Director                                                          | Jennifer Kent | Genomineerd |
| 2014 | The Golden Trailer Awards                                        | Best Foreign Horror/Thriller Trailer                                   | (beste buitenlandse horror/thriller-trailer)                                                                                    | Gewonnen    |
| 2014 | Filmfestival van Sitges (Catalonian International Film Festival) | Special Jury Award                                                     | (speciale juryprijs) Film | Gewonnen    |
| 2014 | Filmfestival van Sitges (Catalonian International Film Festival) | Special Jury Award, Director (speciale juryprijs, regisseur)           | Jennifer Kent | Gewonnen    |
| 2014 | Puchon International Fantastic Film Festival                     | Best Director (Debut) (beste (debuterende) regisseur)                  | Jennifer Kent | Genomineerd |
| 2014 | Puchon International Fantastic Film Festival                     | Best Actress (beste actrice)                                           | Essie Davis | Gewonnen    |
| 2014 | Gérardmer Film Festival (29 jan. t/m 2 feb. 2014)                | Audience Award (film) (publieksprijs, film)                            | Jennifer Kent | Gewonnen    |
| 2014 | Gérardmer Film Festival (29 jan. t/m 2 feb. 2014)                | International Critics Award                                            | Jennifer Kent | Gewonnen    |
| 2014 | Gérardmer Film Festival (29 jan. t/m 2 feb. 2014)                | Youth Jury Grand Prize (speciale jeugdjuryprijs)                       | | Gewonnen    |
| 2014 | Gérardmer Film Festival (29 jan. t/m 2 feb. 2014)                | Special Jury Price All Categories(speciale juryprijs alle categorieën) | Jennifer Kent, Juno Mak, For Geung si                                                                                           | Gewonnen    |
| 2014 | Gérardmer Film Festival (29 jan. t/m 2 feb. 2014)                | Special Jury Price Best Feature Film(speciale juryprijs, speelfim)     | Jennifer Kent, Kristina Ceyton, Causeway Films)                                                                                 | Gewonnen    |
| 2014 | Toronto After Dark Film Festival                                 | Special Award (5x)                                                     | Best Director; Jennifer Kent, Best Actress; Essie Davis, Scariest Film 'Fans Choice Award', Best Trailer, Best Creature/Monster | Genomineerd |
| 2014 | Vertaling:                                                       | Special Award (speciale prijs) (5x)                                    | Beste regisseur; Jennifer Kent, Beste actrice; Essie Davis, Engste film; 'Fans keuzeprijs'), Beste trailer, Beste wezen/monster |             |